# Sitaxentan
Sitaxentan (Handelsname: Thelin®, Hersteller: Encysive, eine Tochterfirma des Pfizer-Konzerns) ist ein Endothelin-Rezeptorantagonist und war als Alternative zu Ambrisentan und Bosentan als so genanntes Orphan-Arzneimittel zur Behandlung des seltenen Lungenbluthochdrucks (Pulmonale Hypertonie, NYHA-Stadium III) zugelassen.

## Pharmakologie
In klinischen Studien wurde nachgewiesen, dass Sitaxentan die körperliche Leistungsfähigkeit bei Patienten mit Lungenhochdruck verbessert und das Fortschreiten der Krankheitssymptome verlangsamt. Gleichzeitig verbessert sich die Durchblutung der Lunge durch Erweiterung der Pulmonalarterien.

## Nebenwirkungen
Die häufigsten Nebenwirkungen die Patienten bemerkten waren:
- Kopfschmerzen
- periphere Ödeme
- verstopfte Nase

## Sonstige Informationen
In Deutschland war Sitaxentan seit Dezember 2006 auf dem Markt und wurde in Form von Tabletten vertrieben. Die Tagestherapiekosten betrugen etwa 117 Euro. Patienten, die das Medikament einnehmen (1 Tablette täglich) müssen monatlich ihre Leberwerte messen lassen, da die Substanzklasse der Endothelinrezeptor-Antagonisten die Leberfunktion beeinträchtigen kann. Nach zwei mit der Einnahme des Medikaments assoziierten Todesfällen infolge von Leberversagen wurde das Präparat im Dezember 2010 in Deutschland vom Markt genommen. Zum Zeitpunkt der geplanten Marktrücknahme würden circa. 600 Patienten mit Sitaxentan behandelt.